# Арслан Герай
Арсла́н Гера́й (Гире́й) (крым. Arslan Geray, آرسلان كراى‎; 1692—1768) — крымский хан из династии Гераев (1748—1756, 1767), сын хана Девлета II Герая, внук Селима I Герая.

## Биография
Был нурэддином при Каплане I Герае (1735—1736) и калгой при Фетихе II Герае (1736—1737). В первое правление Арслан Герай назначил калгой Селима Герая, сына хана Фетиха Герая, а нурэддином и сераскиром Буджацкой орды — своего младшего брата Кырыма Герая. Ор-беем (наместником Перекопа) был назначен Мехмед Герай, сын хана Фетиха Герая. После отказа Кырыма Герая от занимаемой должности новым нурэддином был назначен Максуд Герай, сын хан Селямета Герая. После отставки ор-бея Мехмеда Герая Арслан Герай назначил новым ор-беем своего старшего сына Селима Герая, сераскиром Буджацкой орды своего второго сына Девлета Герая, а сераскиром Едисанской орды — третьего сына Шахбаза Герая.
Во второе правление Арслан Герай назначил калгой своего старшего сына Девлета Герая, а нурэддином — Каплана Герая, сына прежнего хана Селима Герая.
Арслан Герай, получив ханский титул, прежде всего, обратил внимание на внутреннее состояние страны, в которой до сих пор царила разруха, вызванная двумя русскими вторжениями. Он продолжил восстановление Бахчисарая, а также организовал восстановительные работы по всему Крыму. Им были отремонтированы и вновь введены в строй пограничные крепости Ор-Капы (Перекоп) и Арабат, укрепленные пункты на Уч-Обе, Чонгаре и Сиваше. Восстановил разрушенную Минихом мечеть Девлета I Герая в Гёзлеве, занялся сооружением школ и медресе (в частности, при Большой Ханской мечети в Бахчисарае), а также общественных фонтанов в Ак-Месджиде, Гёзлеве и других населённых пунктах.
Вторым пунктом программы Арслана Герая было восстановление единства ханского рода, многие младшие члены которого, недовольные предшествующими ханами, разошлись по окраинам страны и поддерживали оппозицию среди подвластных Крыму народов (черкесов, кубанских и буджакских ногайцев), время от времени организовывая восстания. Арслан Герай сумел собрать всех мятежных принцев в Крыму, щедро наделив их привилегиями, высокими постами и оказав почёт, чем привлёк на свою сторону большинство из них, убедив прекратить противостояние с ханом. Во внешней политике способствовал сохранению мира между Османской империей, Речью Посполитой и Россией. Арслана Герая называли благородным, храбрым и почитаемым в народе правителем. В 1756 году из-за происков враждебных ему крымских и султанских чиновников потерял престол.
В 1767 году вновь получил было ханское звание, но через три месяца умер в Каушане (Молдавия), не добравшись до Крыма. Гроб Арслана Герая был доставлен в Бахчисарай и захоронен на кладбище Хансарая.